# Bolyai János Gyakorló Általános Iskola és Gimnázium
Az ELTE Bolyai János Gyakorló Általános Iskola és Gimnázium egy általános iskola, valamint egy 4 és 8 évfolyamos gimnázium Szombathelyen. Nevét Bolyai János matematikusról kapta. Ez az oktatási intézmény a város egyik legkeresettebb iskolája, mely az Eötvös Loránd Tudományegyetem (korábban Nyugat-magyarországi Egyetem) gyakorló iskolája is egyben. A végzősök szalagavató ünnepsége rendre bekerül a helyi hírekbe.

## Története
Az iskola az 1958/59-es tanévben kezdte meg működését. Alsó tagozatban minden évfolyamban külön osztály volt, emellett még két összevont osztály működött. Ekkor az iskola még csak alsó tagozatos képzést nyújtott. 1968-ban a Tanítóképző Intézettel szinte teljesen egybeépült új épületbe költözött. A tanítóképző fejlődése miatt továbbköltözött 1974 szeptemberében jelenlegi helyére, a Bolyai János utca 11.-be. Ekkor elindult a felső tagozatos tanítás, 1992 szeptemberétől pedig a 8 osztályos gimnáziumi tagozat, 1993-ban pedig két új osztály indult.
Az iskola időközben egy tetőtérrel bővült, amiben rajztermek, számítástechnika termek, nyelvi termek és újabb tantermek jöttek létre.
2001. január 22-én, a magyar kultúra napján Pokorni Zoltán oktatási miniszter átadta az új sportcsarnokot, amelynek alsó szintjén új ebédlő található. a 2006-2007-es tanév előtt egy újabb résszel bővítették az épületet, a két rajzterem nagyobb lett, egy új tanterem és egy animációs stúdió jött létre.

## Itt tanultak
- Király Gábor – labdarúgó (az általános iskolai képzésben)

## Iskolaigazgatók

### 2000-es évek
- Iker János (1990-2005)[forrás?]
- Lenner Tibor (2005-2010)
- Károly Frigyes (2010-2015)
- Papp Tibor (2015-máig)

## Az iskolában jelenleg található
Nyelv
- Nyelvi tantermek (7)
- Nyelvi tanári terem

Sport
- Kültéri futópálya
- Kisebb tornaterem
- Nagyobb tornaterem, tornacsarnok
- Testnevelés tanári terem (2)
- Kültéri kosárpálya (2)
- Beltéri kosárpálya (2)
- Kültéri focipálya (1)
- Beltéri focipálya (2)
- Kültéri távolugró pálya
- Uszoda
- Úszás tanári terem
- Öltözők f. (4)
- Öltözők n. (4)
- Testnevelés szertár (2)
- (Beltéri asztali teniszpálya)
- (Testnevelés előtér)

Művészetek
- Rajzterem (2)
- Technikaterem
- Technikaszertár
- Stúdió
- Díszterem
- Bolyai Galéria

Informatika
- Informatika terem (2)

Történelem
- Történelem tanári terem

Tudományok
- Fizika terem
- Fizikaszertár
- Fizika tanári terem
- Kémia terem
- Kémiaszertár
- Kémia tanári terem
- Biológia terem
- Biológia tanári terem
- Biológia szertár
- (Biológia előtér)

Mozgássérülteknek
- Mozgássérült mosdó (3)
- Mozgássérült felvonó, lift

Egyéb
- Büfé
- Ebédlő
- Könyvtár
- Kültéri játszótér
- Tanári parkoló